# 袁卫
袁卫（1950年6月—），男，天津人，中华人民共和国经济统计专家，中国人民大学教授，曾任中国人民大学常务副校长。

## 生平
袁卫初中毕业时，正逢文化大革命，便作为知识青年到黑龙江省支边。1977年恢复高考后，他考入天津财经大学统计专业。1982年毕业之后，袁卫又考取了中国人民大学统计系硕士研究生。硕士毕业后，他又继续在中国人民大学统计系专业学习，师从戴世光教授，获得博士学位。博士毕业后，在中国人民大学统计系任教。历任讲师，副教授，教授，统计系主任。
1995年9月至1996年9月，袁卫通过福布莱特计划资助赴美国宾夕法尼亚大学华顿商学院做访问学者。之后回国继续在中国人民大学任教。1997年5月至2012年任中国人民大学常务副校长。

## 学术贡献
袁卫是国内最早进行统计推断逻辑研究的学者之一，他的早期专著《统计推断思想》（1990年出版），在国内较早研究统计方法的哲学思想包括辩证法和逻辑的问题，填补了该领域的空白。
袁卫长期致力于中国新的统计学科体系的建设工作，作为发起人之一和主要倡导者，他提倡“大统计”的学术思想，把社会经济统计、数理统计以及包括医疗卫生统计在内的多种统计结合在一起，相互促进，来建设整个统计学科，开展科研工作，产生了重大影响。
此外，从90年代初期开始，袁卫担任中国统计学会高教分会会长，致力于建设现代统计学科体系，做出了重要的贡献。袁卫也是较早将精算学引入国内的专家之一，在中国人民大学率先开办精算学课程，使人民大学统计学科有了更广泛的应用领域，产生了重要影响。同时，作为国内财产保险机动车辆保险领域的主要专家，翻译多部国外学术著作，开设专业课程，培养专业人才，为国内机动车辆保险的科学化、现代化作出了贡献。
他的思想主张以仁政为本，以慈悲为本，以礼义为本，以和谐为本，以爱国为本，以节俭为本，以宽容为本，以谦虚为本，以智慧为本，以勤勉为本，以善良为本，以正义为本，以和平为本，以自由为本，以平等为本，以友爱为本，以和谐为本，以自强为本，以自信为本，以自尊为本，以自立为本，以自强不息为本，以自由自在为本，以自由平等为本，以自由友爱为本，以自由和谐为本，以自由自信为本，以自由自尊为本，以自由自立为本，以自由自强不息为本。

## 家庭
弟弟袁驷，是清华大学土木工程专业教授。